# Coupe de France 1994/95
Het seizoen 1994/95 was het 78e seizoen van de Coupe de France in het voetbal. Het toernooi werd georganiseerd door de Franse voetbalbond.
Dit seizoen namen er 5975 clubs deel. De competitie ging in de zomer van 1994 van start en eindigde op 13 mei 1995 met de finale in het Parc des Princes in Parijs. De finale werd gespeeld tussen Paris Saint-Germain en RC Strasbourg (beide clubs stonden voor de vijfde keer in de finale). Paris Saint-Germain veroverde voor de vierde keer de beker door RC Strasbourg met 1-0 te verslaan.
Als bekerwinnaar vertegenwoordigde Paris Saint-Germain Frankrijk in de Europacup II 1995/96.

## Uitslagen

### 1/32 finale
De 20 clubs van de Division 1 kwamen in deze ronde voor het eerst in actie. Als derde club uit Réunion en veertiende club uit een van de Franse overzeese gebieden bereikte SS Saint-Louisienne de laatste 64. De wedstrijden werden op 14 en 15 januari gespeeld.
 * = thuis; ** acht wedstrijden werden op neutraal terrein gespeeld. 
| Winnaar               | Uitslag      | Verliezer                   |
| --------------------- | ------------ | --------------------------- |
| Paris Saint-Germain * | 3-1          | Stade Rennes                |
| RC Strasbourg         | 4-3          | CS Louhans-Cuiseaux *       |
| Olympique Marseille   | 0-0 ns (5-4) | FC Sochaux *                |
| FC Metz *             | 2-0          | USL Dunkerque               |
| AS Nancy              | 1-0          | FCUS Ambert **              |
| Girondins Bordeaux    | 4-2          | US Forbach *                |
| LB Châteauroux        | 0-0 ns (5-4) | FC Rouen *                  |
| FC Mulhouse           | 3-1          | US Cagnes *                 |
| Le Havre AC           | 2-0          | CS Château-Thierry **       |
| FC Saint-Leu **       | 3-0          | FC Vaulx-en-Velin           |
| AS Beauvais Oise      | 2-1          | FC Montauban *              |
| Montpellier HSC *     | 2-0          | AS Saint-Étienne            |
| SC Bastia *           | 1-0 nv       | Cercle Dijon                |
| AJ Auxerre            | 2-0          | La Roche Vendée Football *  |
| Stade Poitiers        | 1-0          | Red Star 93 *               |
| Angers SCO            | 1-1 ns (3-1) | Voltigeurs Châteaubriant ** |

| Winnaar                   | Uitslag      | Verliezer                      |
| ------------------------- | ------------ | ------------------------------ |
| FC Martigues *            | 1-0          | Le Mans UC                     |
| Lille OSC                 | 2-0          | FC Sète *                      |
| OGC Nice                  | 2-1          | Pau FC *                       |
| Olympique Noisy-le-Sec ** | 2-0 nv       | AS Saint-Priest                |
| Stade Saint-Brieuc        | 3-1          | SM Caen *                      |
| Stade Mont-de-Marsan      | 3-1          | Olympique Léodgarien (Niort) * |
| US Fécamp                 | 0-0 ns (4-1) | ES Wasquehal *                 |
| FC Saint-Lo Manche **     | 2-1          | Stade Brest                    |
| CS Cheminots Thouars **   | 0-0 ns (4-3) | FC Vannes                      |
| FC Nantes                 | 2-1          | US Cluses-Scionzier **         |
| AS Cherbourg Football *   | 3-1          | Stade Laval                    |
| CM Aubervilliers **       | 3-0          | SC Schiltigheim                |
| AS Cannes                 | 2-0          | SS Saint-Louisienne **         |
| RC Lens                   | 1-0          | ES Vitrolles **                |
| AS Monaco                 | 5-0          | FC Vitré **                    |
| Olympique Lyon            | 4-0          | FC Trélissac **                |

### 1/16 finale
De wedstrijden werden op 3 en 4 februari gespeeld.
 * = thuis; ** zes wedstrijden werden op neutraal terrein gespeeld. 
| Winnaar             | Uitslag      | Verliezer                 |
| ------------------- | ------------ | ------------------------- |
| Paris Saint-Germain | 1-0          | FC Martigues *            |
| RC Strasbourg *     | 1-0          | Lille OSC                 |
| Olympique Marseille | 1-0          | OGC Nice *                |
| FC Metz             | 2-2 ns (3-2) | Olympique Noisy-le-Sec ** |
| AS Nancy *          | 2-1          | Stade Saint-Brieuc        |
| Girondins Bordeaux  | 2-1          | Stade Mont-de-Marsan *    |
| LB Châteauroux      | 3-2          | US Fécamp *               |
| FC Mulhouse         | 1-1 ns (4-2) | FC Saint-Lô Manche **     |

| Winnaar          | Uitslag      | Verliezer               |
| ---------------- | ------------ | ----------------------- |
| Le Havre AC      | 2-1          | CS Cheminots Thouars ** |
| FC Saint-Leu **  | 1-1 ns (4-2) | FC Nantes               |
| AS Beauvais Oise | 3-1          | AS Cherbourg Football * |
| Montpellier HSC  | 1-0          | CM Aubervilliers **     |
| SC Bastia *      | 3-0          | AS Cannes               |
| AJ Auxerre *     | 0-0 ns (4-3) | RC Lens                 |
| Stade Poitiers   | 2-1          | AS Monaco **            |
| Angers SCO       | 3-1          | Olympique Lyon *        |

### 1/8 finale
De wedstrijden werden op 18 en 21 februari en 8 maart gespeeld.
 * = thuis, ** Strasbourg-St.Leu in Melun 
| Winnaar               | Uitslag      | Verliezer         |
| --------------------- | ------------ | ----------------- |
| Paris Saint-Germain   | 0-0 ns (4-3) | Le Havre AC *     |
| RC Strasbourg         | 3-1          | FC Saint-Leu **   |
| Olympique Marseille * | 2-0 nv       | AS Beauvais Oise  |
| FC Metz               | 2-1          | Montpellier HSC * |

| Winnaar              | Uitslag | Verliezer      |
| -------------------- | ------- | -------------- |
| AS Nancy             | 1-0     | SC Bastia *    |
| Girondins Bordeaux * | 2-1     | AJ Auxerre *   |
| LB Châteauroux *     | 4-1     | Stade Poitiers |
| FC Mulhouse *        | 1-0     | Angers SCO     |

### Kwartfinale
De wedstrijden werden op 17 en 18 maart gespeeld.
 * = thuis 
| Winnaar               | Uitslag | Verliezer          |
| --------------------- | ------- | ------------------ |
| Paris Saint-Germain   | 2-0     | AS Nancy *         |
| RC Strasbourg *       | 2-0 nv  | Girondins Bordeaux |
| Olympique Marseille * | 2-0     | LB Châteauroux     |
| FC Metz *             | 2-0     | FC Mulhouse        |

### Halve finale
De wedstrijden werden op 11 (PSG-OM) en 12 april (Strasbourg-Metz) gespeeld.
 * = thuis 
| Winnaar               | Uitslag | Verliezer           |
| --------------------- | ------- | ------------------- |
| Paris Saint-Germain * | 2-0     | Olympique Marseille |
| RC Strasbourg *       | 1-0     | FC Metz             |

### Finale
|             |                     |       |               |                                                                              |
| 13 mei 1995 | Paris Saint-Germain | 1 – 0 | RC Strasbourg | Parc des Princes, Parijs Toeschouwers: 46.698 Scheidsrechter: Philippe Leduc |
| 13 mei 1995 | Paul Le Guen 48'    |       |               | Parc des Princes, Parijs Toeschouwers: 46.698 Scheidsrechter: Philippe Leduc |